# Богомолов Олександр Вікторович
Олександр Вікторович Богомолов — директор Національного інституту стратегічних досліджень (з 10 вересня 2021 року), директор Інституту сходознавства імені А. Ю. Кримського НАН України (2014—2021), викладач, науковець, доктор філологічних наук.

## Життєпис
У 1986 р. закінчив Санкт-Петербурзький державний університет.
У 1980х і 1990х роках працював перекладачем арабської мови на Близькому Сході: Південний Ємен в апараті головного економічного радника при посольстві СРСР в НДРЄ та старшого перекладача групи радників при органах державного управління країни (парламент, Рада міністрів).
До 2000 року працював перекладачем та експертом в Іраку, Лівії, Єгипті, Йорданії.
У 2003 році брав участь в офіційних візитах МЗС України до країн Перської затоки як член делегації України.
З 2001 року активно співпрацював з провідними українськими ЗМІ, висвітлюючи політичні процеси на Близькому Сході (політичний тижневик «Дзеркало тижня», журнал «Український тиждень», газета «Kyiv Post», національними телеканалами). Співпрацював з широким списком арабських супутникових телевізійних каналів, радіо програм, в тому числі Al Arabiya, Aljazeera (арабська).
У січні 2005 року очолював місію українських громадських спостерігачів на виборах Глави Палестинської Національної Адміністрації.

## Наукова та викладацька діяльність
З 1998 по 1999 рік працював завідувачем кафедри близькосхідних мов та цивілізацій Київського національного лінгвістичного університету.
З 1999 по 2001 рік працював завідувачем кафедри східних мов та цивілізацій Київського інституту східної лінгвістики та права
З 2014 до 2021 року був директором Інституту сходознавства імені А. Ю. Кримського НАН України

## Політична діяльність
Указом Президента України від 10 вересня 2021 року призначений директором Національного інституту стратегічних досліджень.

## Наукові звання
- кандидат філологічних наук (1992)
- доктор філологічних наук (2020)

### Наукові публікації
Є автором понад 90 наукових публікацій, монографій, аналітичних звітів, статтей.
- Богомолов О.В// Науковий профіль у Національній бібліотеці ім. В.Вернадського, Процитовано 24 липня 2022 року
- Богомолов Олександр (перелік публікацій)// Науковий профіль в Google=Академія, Процитовано 24 липня 2022 року